# Saint-Michel-de-l’Atalaye
Saint-Michel-de-l’Atalaye (Haitianisch-Kreolisch Sen Michèl Latalay; auch: Saint Michel de l’Attalaye) ist eine Gemeinde im Département Artibonite von Haiti.

## Geschichte
Der spanische Oberst José de Guzmán y Meléndez gründete im Jahr 1768 mit von den kanarischen Inseln stammenden Siedlern auf dem Gelände der Estancia Marigallega die Gemeinde San Miguel de la Atalaya als eine der westlichsten Ortschaften der damaligen spanischen Kolonie Santo Domingo.
José de Guzmán blieb mit der zahlenmäßig kleinen Bevölkerung der Ortschaft von den Auseinandersetzungen zwischen den Kolonialmächten Spanien und Frankreich weitgehend unbehelligt. Im Jahr 1773 wurde hier zwischen den Gouverneuren der spanischen Kolonie Santo Domingo und der französischen Kolonie Saint-Domingue der Vertrag unterzeichnet, der die Grenzen zwischen den beiden Kolonien in Bezug auf die Flüsse Dajabón und Pedernales festlegte.
Während des Ersten Koalitionskriegs wurde die Stadt im Jahr 1794 von Frankreich besetzt und in Saint-Michel-de-l'Atalaye umbenannt. Im darauffolgenden Jahr trat Spanien im Frieden von Basel seinen Anteil an der Insel Hispaniola offiziell an Frankreich ab.

## Lage und Beschreibung
Saint-Michel-de-l'Atalaye ist die flächenmäßig drittgrößte Gemeinde Haitis.
Neben dem Stadtzentrum Ville de Saint-Michel und dem Quartier de Marmont bestehen acht Gemeindebezirke;
1. Platana mit Alhadère, Bois Neuf, Désiré, Gaspard, Grande Mare, Grande Plaine, Koa, La Boudiac, La Castaigne, Le Canta, Le Romain, Lidialle, Maréchal, Nan Da, Nan Jean Louis, Nan Lamé, Nan Mouton, Palmarais und Roche Rameau;
2. Camathe mit Bonneau, Caïméite, La Marthe, Carrefour Sevère, Citron, Clerveaux, Coudrai, Dessources, Dompté, Dressic, Garde Sevère, Garrata, Grand Gouffre, Lagoman, Lagon Laverdure, Manzè Bonne, Nan Coq, Nan Gabeau, Peyrard, Savane Marc, Source Jean Pierre und Trou Cochon;
3. Bas de Sault mit La Brûlé, Carrefour Bas-de-Sault, Domingue, Dos Corosse, Gauthier, Irlan, Jumeaux, Mathurin, Nan Erzulie, Pabre, Pomme, Rami, Sauterre, Tina und Trou Dauphin;
4. Lalomas mit Baille, Bédouet, Biaou, Blaise, Bois Chrétien, Bois Pin, Boucan, Boucan Giraumon, Boucan Laurrier, Gagnant, Giraumon, Haut de l'Eau, La Loma, Lamine, La Mine, Liane Panier, Mapou, Marché Louverture, Mare Laurent, Moïse, Nan Dinde, Oulandou, Pang, Rameau, Sainte-Marthe, Saint-Francisque, Savane Canne, Savane Salée, Source Jumeau, Tony und Trois Bouteilles;
5. L'Ermite mit Bois Baraille, Boucan Sannite, Cabelle, Charlotte, Décid, Domeran, Ducheine, Eau Rameau, Grande Plaine, Lounou, Mapou, Mat Pam, Nan Ducheine, Saintilien, Terre Cassée und Tumba Calin;
6. Lacedras mit Bécanta, Bellevue, Caresse, La Tout Rond, Cazeau, Cercadille, Derrière Voûte, Derriez, Didi, En Bas Cahot, En Haute Garde, Garde Baptiste, Gros Voute, La Cide, La Cidras, La Sienne, La Tourte, Marché, Mataba, Nan Ananas, Nan Campèche, Nan Citadelle, Nan Cotros, Nan Croix, Nan Magloire, Nan Mapou, Nan Moulin, Nan Palmiste, Nan Rang, Orange Bénie, Sabocon, Saintac, Savane Belle-Mère, Savane Bois Pin, Savane Gomier, Savane Lannot, Savane Longue und Savane Mamelle;
7. Marmont mit Barade, Bijon, Dave, Derrière Zorde, Grand Bois, Grande Plaine, Grande Savane, Grand Lagon, Jigote, La Boqué, Lan Jean Charles, L'Arabe, Mare Bête, Monseigneur, Nan Diègue, Nan Grosse, Nan l'Etoile, Palmarite, Paré, Passe Caïmite, Paul, Platana, Savane Dossous, Tête Boeuf und Ti Fond;
8. Saint Michel de L'Atalaye (Land) mit Aqueron, Bassin Cheval, Bassin Laurent, Boitide, Caille Encerclée, Calumette, Casséus, Dazilma, Débauché, Diguarang, D'Lo Contrée, Garde Sixième, Guillaume, Labissainthe, L'Atalaye, Madisse, Magny, Ma Toute, Nan Bois Pin, Nan Depot, Nan Guillaume, Nan Jules, Parque Orange, Passe Rio Poueque, Pierre Bernard, Qualandou, Roche Goupèye, Savane Diane, Savane Orange, Source Crabe, Terre Cassée, Usine und Vieux Bourg.

Die Route Départementale 306 verbindet den Ort in nordwestlicher Richtung mit der Route Nationale RN-1 (Gonaïves nach Cap-Haitien) bei Ennery (26 Kilometer). Südöstlich führt die RD 306 nach Hinche (53 Kilometer).

## Personen aus Saint-Michel-de-l'Atalay
- Dieudonné LaMothe (* 1954), Leichtathlet, Teilnehmer an olympischen Spielen
- Pierre-Richard Casimir (* 1970), Politiker, Justizminister im Kabinett Martelly
- Réginal Goreux (* 1987), Fußballspieler